# Płaszewko
Płaszewko (deutsch Deutsch Plassow, 1937–1945 Plassow) ist ein Dorf im Powiat Słupski (Stolper Kreis) der polnischen Woiwodschaft Pommern.

## Geographische Lage
Das Dorf liegt in Hinterpommern, etwa sechs Kilometer südöstlich der Stadt Stolp und zwei Kilometer nordöstlich des  Nachbardorfs Krępa Słupska (Krampe). Durch die Gemarkung des Dorfs fließt der Glaskow-Bach, der in die Stolpe mündet.

## Geschichte
Deutsch Plassow  war früher  der Name eines Ritterguts, das sich als Lehen im Besitz der Familie Puttkamer befunden hatte. Nachdem das Dorf Zwischenbesitzer gehabt hatte, kam es um die Mitte des 18. Jahrhunderts an die Familie Zastrow. Um 1784  gab es  in Plassow ein Vorwerk, eine Wassermühle, vier Bauern, drei Kossäten und insgesamt 14 Haushaltungen. Im letzten Quartal des 19. Jahrhunderts befand sich das Gut im Besitz der Familie Goltz, der es  bis 1910 gehörte. Letzter Gutsbesitzer vor 1945 war Barnim Hüttner.
Kussow  (früher Cussow) war in älterer Zeit ein selbständiges Dorf gewesen, das ebenfalls zu einem Rittergut gehörte. 1329 verkaufte  Lippold von Behr das Dorf an den Deutschordenskomtur Ulrich von Haugwitz in Stolp „für ein Streitross und 50 Mark slawischer Pfennige“. Im Jahr 1357 erhielt Henseken Zitzewitz  das Dorf vom Camminer Bischof Johann zu Lehen, und seit dieser Zeit war es im Besitz der Familie Zitzewitz geblieben. Um 1784 gab es dort ein Vorwerk, einen Kalkofen, drei Bauern und einen Kossäten.  Die auf dem Gutsgelände befindliche Erbpacht-Wassermühle nebst zugehörigen Ländereien wurde im Juni 1821 vom Patrimonialgericht zu Deutsch Plassow zur Versteigerung ausgeschrieben. Nachdem sich das Rittergut bis 1930 ohne Unterbrechung im Besitz der Familie Zitzewitz befunden hatte, verkaufte es Max Hermann von Zitzewitz (1892–1965) an Werner Scheunemann, der auch der letzte Besitzer vor 1945 war.
Am 1. April 1927 hatte das Gut Deutsch Plassow eine Flächengröße von 756 Hektar, und am 16. Juni 1925 hatte der Gutsbezirk 193 Einwohner.  Am 30. September 1928 wurde der Gutsbezirk Deutsch Plassow teilweise in die Landgemeinde Deutsch Plassow eingegliedert.
Die Gemeindefläche war 889 Hektar groß und hatte zwei Wohnplätze:
- Plassow
- Kussow

Im Jahr 1925 standen auf der Gemeindefläche 31 Wohnhäuser. 1939 wurden insgesamt 67 Haushaltungen und  295 Einwohner gezählt.
Bis 1945 gehörte Plassow zum Landkreis Stolp, Regierungsbezirk Köslin, der preußischen Provinz Pommern des Deutschen Reichs. Plassow war dem Amt Krampe zugeordnet.
Gegen Ende des Zweiten Weltkriegs wurde die Region am 9. März 1945 von der Roten Armee besetzt. Nach Beendigung der Kampfhandlungen wurde die Region zusammen mit ganz Hinterpommern seitens der sowjetischen Besatzungsmacht der Volksrepublik Polen zur Verwaltung überlassen. Das Gut Kussow behielten die Russen bis 1947. Die allermeisten Dorfbewohner wurden von der polnischen Administration vertrieben. Für Kinder deutscher Familien, die nach Kriegsende von den zugewanderten Polen zur Verrichtung von Zwangsarbeit in den Gutsbetrieben zurückgehalten worden waren, ließ die polnische Verwaltungsbehörde 1952 die Einrichtung einer Schule zu, die auch von Kindern der Nachbardörfer besucht wurde.
Im Jahr 2006 hatte der Ort 103 Einwohner.

## Persönlichkeiten: Söhne und Töchter des Ortes
- Karl Siegmund von Hainsky (1738–1811), preußischer Generalmajor, zuletzt Kommandeur des Dragoner-Regiments Nr. 9
- Hubert Schardin (1902–1965), deutscher Ballistiker, Ingenieur und Hochschuldozent